# Jacoba van Heemskerck
Jacoba Berendina van Heemskerck van Beest (La Haia, 1876 - Domburg, 1923) fou una pintora, artista de vitralls i dissenyadora gràfica neerlandesa, especialitzada en pintures de paisatge i bodegons.

## Biografia
El seu pare, Jacob Eduard van Heemskerck van Beest, era un oficial de la Armada Real dels Països Baixos qui també pintava marines i paisatges. Les seves primeres lliçons d'art las va rebre d'ell. Més tard va prendre classes particulars de dos artistes locals abans d'assistir a les aules de la Reial Acadèmia d'Art de la Haia de 1897 a 1901, on va estudiar amb Ferdinand Hart Nibbrig.
El seu primer contacte amb l'art modern es va produir a París, on va tenir com a mestre a Eugène Carrière. Va romandre a França fins a 1904, i després es va anar a viure amb la seva germana Lucie, on va conèixer a la col·leccionista d'art, Marie Tak van Poortvliet, que es va convertir en la seva amiga de tota la vida i més tard va construir un estudi per a ella en el jardí de casa seva. Després de 1906, va passar els seus estius en Domburg, on va entrar en contacte amb pintors de l'avantguarda com Jan Toorop i Piet Mondrian. Al voltant de 1911, va estar breument interessada pel cubisme. Poc després, va estar implicada en l'antroposofia, possiblement a través de la influència del seu professor anterior, Nibbrig, qui era un teósof. Més tard es va convertir en una àvida seguidora de Der Sturm, una revista d'art d'avantguarda fundada per Herwarth Walden, i la seva obra va girar cada vegada més cap a l'abstracció.
El 1913, va conèixer a Walden a Berlín, i va començar el que seria una correspondència per a tota la vida amb ell. Gràcies als seus esforços, el seu treball va ser molt popular a Alemanya, mentre va quedar una mica ignorat al seu propi país. Després que durant el 1916, va desenvolupar el seu interès pels vitralls, dissenyant-les per a la caserna naval i l'edifici del Departament de Salut Municipal de Amsterdam, així com per a residències privades.

## Galeria

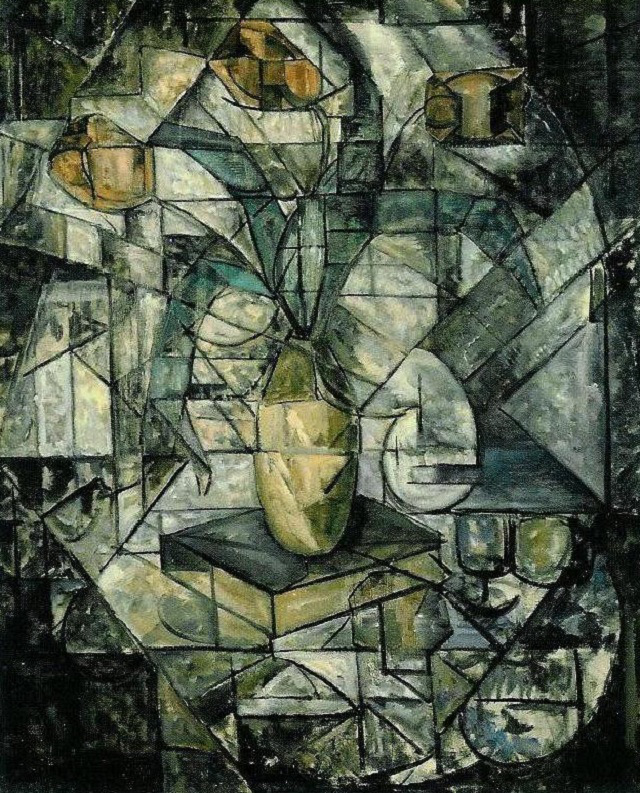
Composite Opus 1
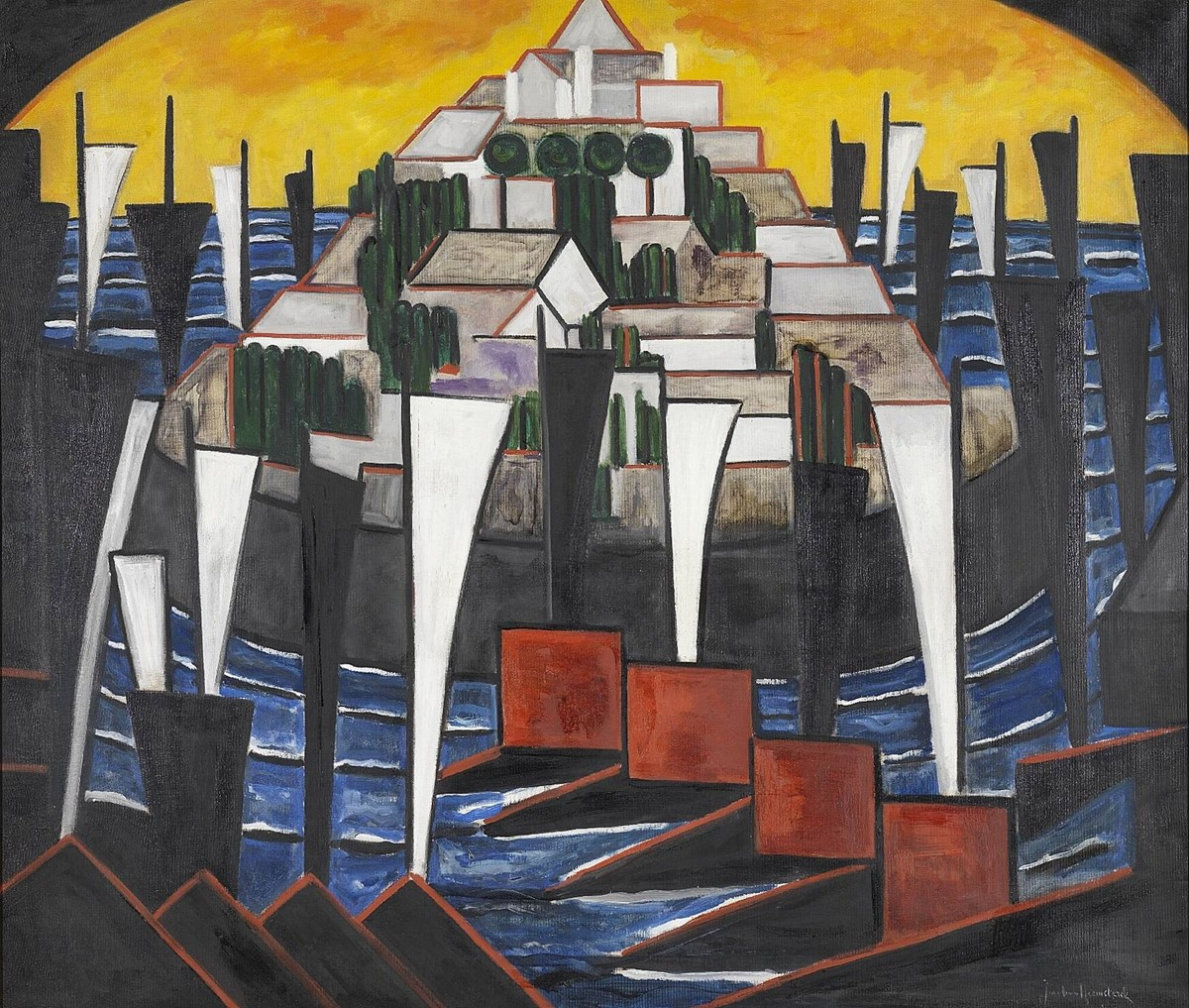
Velers
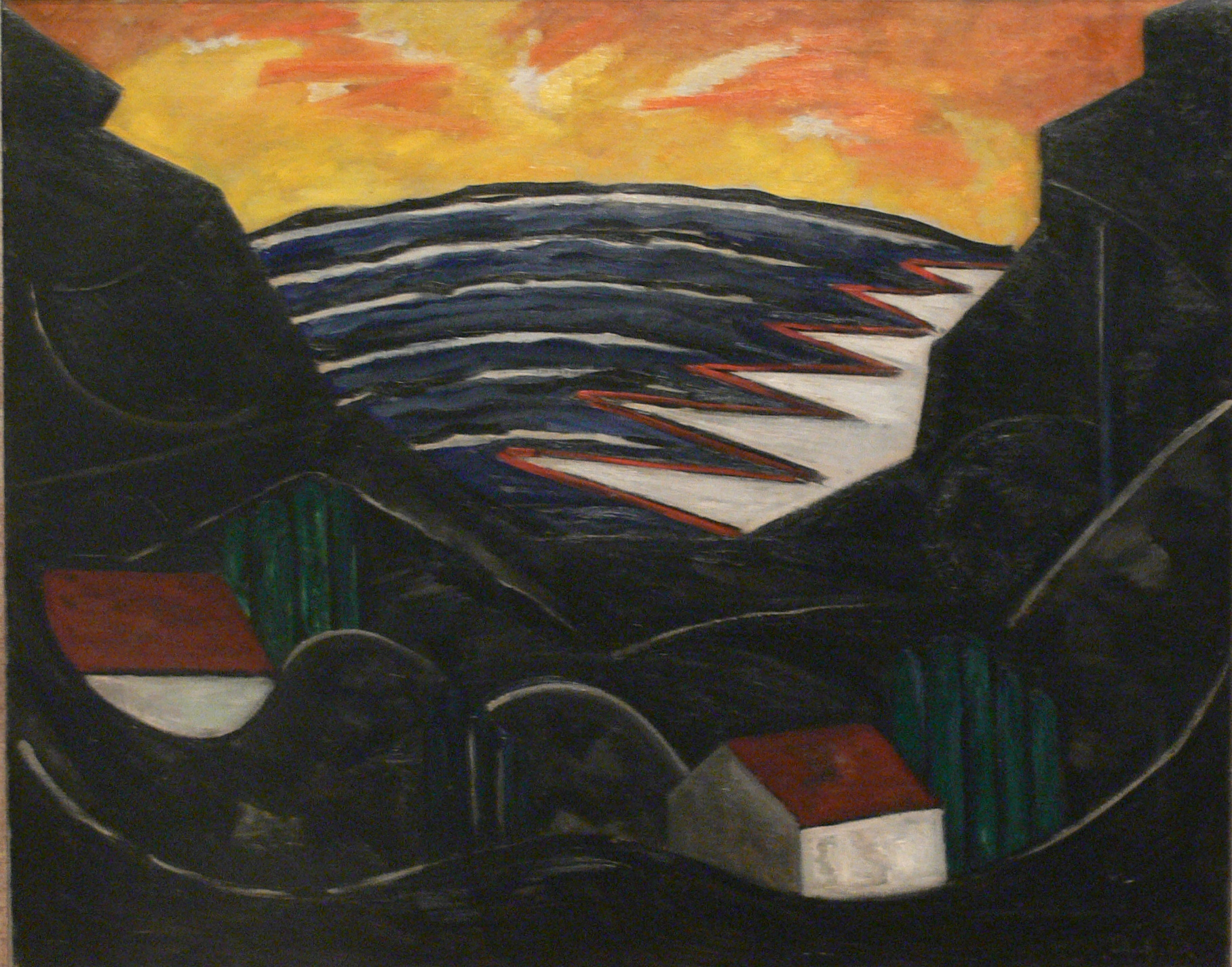
Paisatgee Imatge I
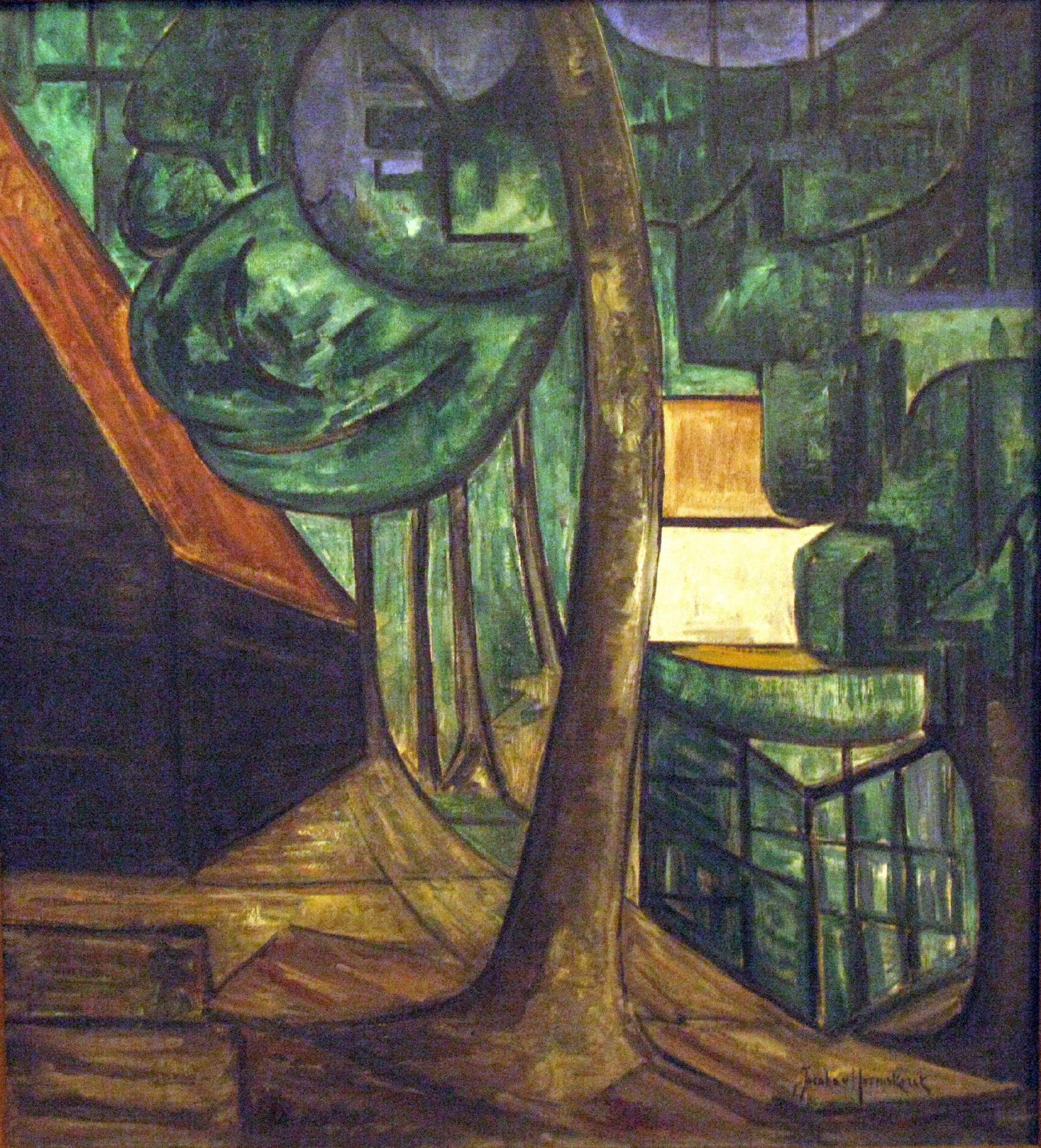
Paisatge